# أواجي (جزيرة)
جزيرة أواجي (باليابانية: 淡路島 أواجي-شيما) هي جزيرة في محافظة هيوغو، اليابان في الجزء الشرقي من البحر الداخلي بين جزيرتي هونشو وشيكوكو. كصلة عبور بين الجزيرتين فإن اسم الجزيرة جاء على معنى الطريق إلى أوا وهي مقاطعة سابقة في اليابان.

## جغرافيا

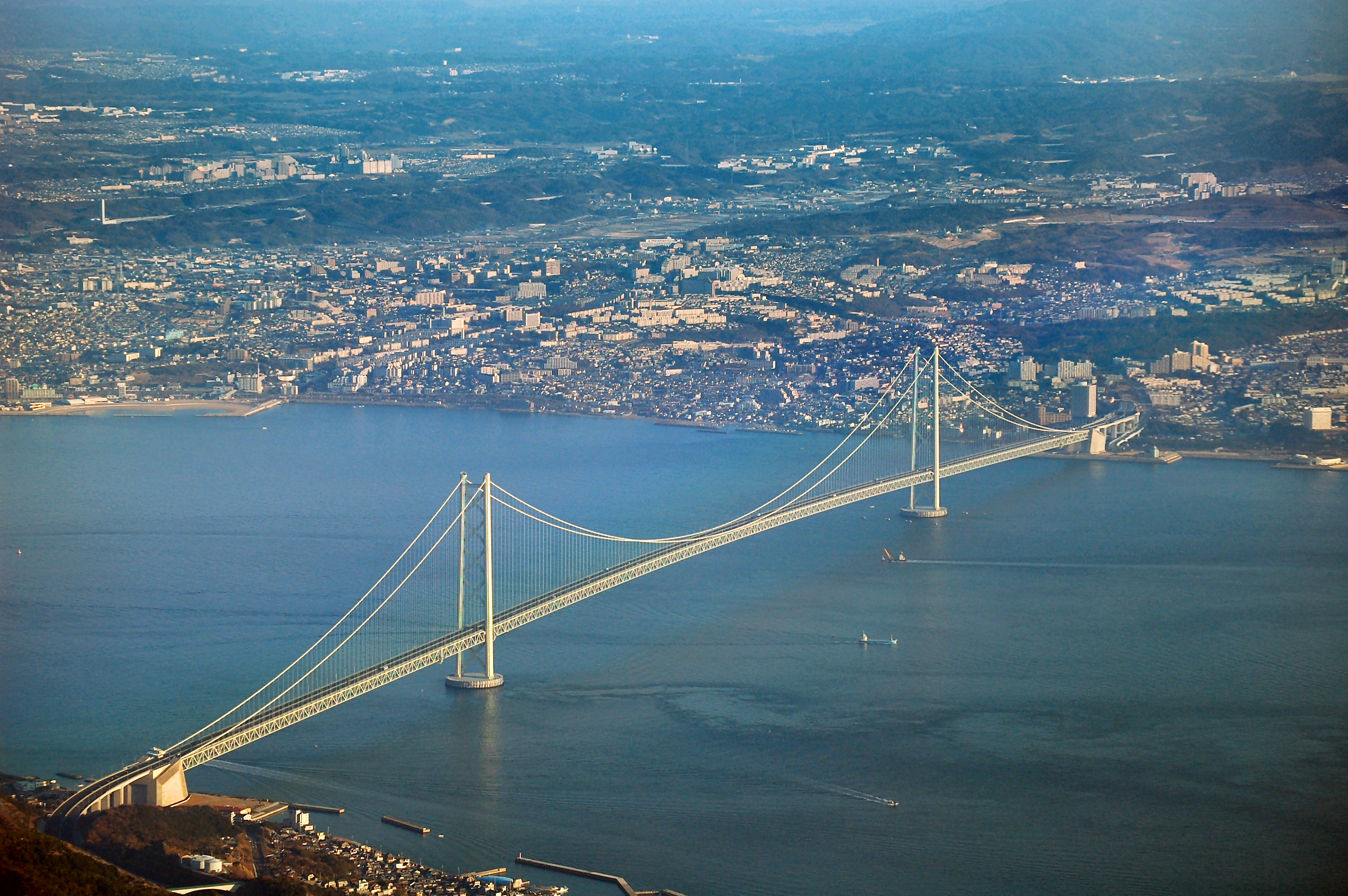
جسر أكاشي كايكيو

الجزيرة مفصولة عن هونشو بمضيق أكاشي، وعن شيكوكو بمضيق ناروتو. وفي 5 أبريل 1998 ربطت مع كوبه بواسطة جسر أكاشي-كايكيو، أطول جسر معلق في العالم.

## معرض صور

## أعلام
- الإمبراطور جونين
- كازويوكي أوكيتسو
- يوجي هوري